# Kočičí kameny
Kočičí kameny (570 m n. m.) jsou skupina žulových skal nacházející se na katastrálním území obce Bílý Potok jižně od turistické chaty Hubertky ve Frýdlantském výběžku v Libereckém kraji na severu České republiky. Lokalita je součástí Chráněné krajinné oblasti Jizerské hory. Pojmenování místa vychází z podoby skály, která připomíná kočičí hlavu. Protože však někteří objekt přirovnávali spíše k tuleni, říkali mu Tulení kameny. Na Matouschkově mapě Ještědských a Jizerských hor vyhotovené roku 1927 se však objevuje název odvozený od podoby s kočičí hlavou a od té doby se místu tak říká. Podle pověsti se ve skalách ukrývají poklady. Pro ně se vydala na Velký pátek matka s děckem. Když se skála otevřela, matka se snažila nabrat z pokladů co možná nejvíce, a proto si dítě odložila. Najednou se však skála uzavřela. Matka sice stála venku, ale dítě zůstalo uvnitř. Musela pak vydržet celý rok, než se ve stejný den skála opětovně otevřela a dítě vydala.

## Geologický popis
Lokalita je tvořena skálami a balvany nacházejícími se na vrcholu hřebenu a ve stráni pod ním. Tvoří ji středně až hrubě zrnitý biotitický granit, který je výrazně porfyrický.

## Turismus a horolezectví
Ke skále vede od Hubertky červeně značená odbočka z turistické trasy. Začíná u turistického rozcestníku u chaty. Do skály byly roku 1923 vytesány schody, po nichž je možné vystoupat na oplocenou vyhlídku do údolí Smědé, na Bílý Potok a Hejnický hřeben. Zábradlí na vyhlídce prošlo v letech 2002 až 2003 rekonstrukcí.
Lokalitu využívají rovněž horolezci, kteří skálu zlézají několika trasami. Dne 28. listopadu 1989 například Petr Hejtmánek a Pavel Kotúček prvně vystoupili trasou nazvanou „Kočičárna“ mající obtížnost VI. O půldruhého roku později, 28. dubna 1991, zlezli skálu Vladislav Vytiska spolu s Robertem Vytiskou. Jejich trasa pak dostala název „Svatba pytláka Říhy“ a má obtížnost VIb. Přibližně deset let po Hejtmánkovi s Kotúčkem vystoupili 2. ledna 1999 Roman Kašpárek a Jan Kačani trasou pojmenovanou „Kocour v botách“ s obtížností VI-VIb, jež je variantou „Kočičárny“.
Dne 13. září 2014 otevřelo občanské sdružení „Vodní kolo“ zajištěnou cestu vedoucí na skalní vyhlídku. Trasa je druhou cestou toho druhu otevřenou na území Libereckého kraje. Má délku 70 metrů s pětadvacetimetrovým převýšením. Její náročnost je ohodnocena stupněm „B“.